# Олимпийский комитет Британских Виргинских Островов
Олимпийский комитет Британских Виргинских Островов (англ. British Virgin Islands Olympic Committee; уникальный код МОК — IVB) — организация, представляющая Британские Виргинские Острова в международном олимпийском движении. Штаб-квартира расположена в Тортоле. Комитет основан в 1980 году, в 1982 году был принят в МОК, является членом ПАСО, организует участие спортсменов из Британских Виргинских Островов в Олимпийских, Панамериканских играх и других международных соревнованиях. 